# Donja Kozica (Sanski Most)
Pour les articles homonymes, voir Donja Kozica.
Donja Kozica (en serbe cyrillique : Доња Козица) est un village de Bosnie-Herzégovine. Il est situé dans la municipalité de Sanski Most, dans le canton d'Una-Sana et dans la fédération de Bosnie-et-Herzégovine. Selon les premiers résultats du recensement bosnien de 2013, il compte 33 habitants.
Avant la guerre de Bosnie-Herzégovine, le village faisait entièrement partie de la municipalité de Sanski Most ; après la guerre, son territoire a été partiellement rattaché à la municipalité d'Oštra Luka nouvellement créée et intégrée à la république serbe de Bosnie.

## Géographie
Le village est situé au bord de la rivière Kosica.

## Démographie

### Évolution historique de la population dans la localité
| 1948 | 1953 | 1961 | 1971 | 1981 | 1991 | 2013 |
| ---- | ---- | ---- | ---- | ---- | ---- | ---- |
| -    | -    | 933  | 911  | 769  | 606  | 33   |

|  |

### Communauté locale
En 1991, Donja Kozica faisait partie de la communauté locale de Kozica qui comptait 850 habitants, répartis de la manière suivante :